# 北村寿夫
北村 寿夫（きたむら ひさお、1895年1月8日 - 1982年1月3日）は、日本の脚本家、児童文学作家。

## 経歴
東京麹町区下六番町出身。本名・寿雄。早稲田大学中退。小山内薫に師事し、『劇と評論』同人となる。
1936年（昭和11年）NHK文芸部主事。
1947年（昭和22年）、ラジオドラマ『向う三軒両隣』の脚本を八住利雄、伊馬春部、北条誠とともに交代で執筆。終戦直後の民主的で明るい人間関係を描くホームドラマは人気番組となった。
1952年（昭和27年）から「白鳥の騎士」に始まる「新諸国物語」を五年連続してラジオ放送し、「笛吹童子」「紅孔雀」などがヒットして映画化もされた。墓所は雑司ヶ谷霊園。

## 家族
- 父・北村武志 ‐ 山口県士族、神奈川県足柄上郡郡長[4]
- 母・のぶ（信子） ‐ 医師・岩崎衛生の娘[5]
- 二男は画家の北村芳文（きたむら よしふみ、別名：花船長、1943年5月12日 - ）。2018年7月にテレビ東京の番組『家、ついて行ってイイですか?』に出演し、自宅で『七つの誓い』の生原稿など父親の遺品を披露した[6]。
- 従兄・周布兼道 ‐ 男爵。母同士が姉妹。母の長姉貞子と周布公平の子。
- 従弟・神西清 ‐ 作家。母同士が姉妹[4]。

## 代表作
- 新諸国物語
  - 白鳥の騎士
  - 笛吹童子
    - 三日月童子

  - 紅孔雀
    - 風小僧

  - オテナの塔
  - 七つの誓い
  - 天の鶯
  - 黄金孔雀城

## 著書
- 『幻の部屋』（改造社） 1924
- 『おもちや箱』（イデア書院、児童図書館叢書 第23篇） 1925
- 『蝶々のお手紙』（イデア書院、児童図書館叢書 第24編） 1925
- 『淡彩の処女』（新潮社、新興芸術派叢書） 1930
- 『源爲朝』（講談社の繪本） 1937
- 『日本童話集 百合若大臣 外五篇』（講談社の繪本） 1937
- 『こっとん爺さん物語 漫画童話集』（岡倉書房） 1940
- 『夢多き日に』（万里閣） 1940
- 『髑髏党の秘密』（淡海堂） 1942
- 『公子ホンブルグ』（健文社） 1942
- 『古城淡月の歌 ラジオ作品集』（岡倉書房） 1942
- 『東方の鷹』（健文社） 1943
- 『いろはにほへと 素人に出来る脚本』（翼賛図書刊行会） 1943
- 『素人演劇脚本集』（印刷局、公民館シリーズ） 1947
- 『黄金十字城 伝奇冒険小説』（至元社） 1948
- 『お猿とお芋』（麗明書院） 1948
- 『あけぼのゝ鐘』（ポプラ社） 1949
- 『母の湖』（ポプラ社） 1950
- 『楽聖ベートォヴェン』（むさし書房） 1950
- 『母の小夜曲』（ポプラ社） 1953
- 『白骨島の秘密』（ポプラ社） 1953
- 『三日月童子』（鶴書房） 1955
- 『北村寿夫童話選集 初級用』（宝文館） 1955
- 『北村寿夫童話選集 中級用』（宝文館） 1955
- 『北村寿夫童話選集 上級用』（宝文館） 1955
- 『マリヤ観音』（宝文館） 1956
- 『変幻胡蝶の雨』（桃源社） 1958

### 新諸国物語
- 『新諸国物語 白鳥の騎士』（宝文館） 1953
- 『新諸国物語 笛吹童子』（宝文館） 1953
- 『新諸国物語 紅孔雀』（宝文館） 1954 - 1955
- 『新笛吹童子』（宝文館、新諸国物語外伝シリーズ） 1955
- 『新諸国物語 オテナの塔 1』（宝文館） 1956
- 『新諸国物語 白鳥の騎士』（日本放送出版協会） 1977
- 『新諸国物語 笛吹童子』（日本放送出版協会） 1977
- 『新諸国物語 七つの誓い』（日本放送出版協会） 1977
- 『新諸国物語 オテナの塔』（日本放送出版協会） 1977
- 『新諸国物語 紅孔雀』（日本放送出版協会） 1978
- 『新諸国物語 完全版』全2巻（作品社） 2010